# Shy Guy Masatoshi
『Shy Guy Masatoshi』（しゃいがいまさとし）は、1979年5月25日にリリースされた中村雅俊の5枚目のオリジナルアルバム。

## 解説
シングル「日時計」「時代遅れの恋人たち」「海を抱きしめて」松任谷正隆リアレンジ含む、全10曲収録のアルバム。
NTV系「ゆうひが丘の総理大臣」主題歌、挿入歌としても5曲収録されている。
同年11月には、このアルバムツアーのLIVE盤「Touch my mind on masatoshi shy guy tour」も発売されている。

## 収録曲
全編曲:松任谷正隆

### SIDE 1
1. 時代の遅れの恋人たち（アルバム・バージョン）（4分13秒）
  - 作詞:山川啓介／作曲:筒美京平
  - NTV系「ゆうひが丘の総理大臣」主題歌
2. 三つ数えろよ（3分55秒）
  - 作詞・作曲:呉田軽穂
3. 恋人よおやすみ（4分13秒）
  - 作詞:門谷憲二／作曲:西島三重子
4. Pop Candy（2分16秒）
  - 作詞・作曲:尾崎亜美
  - NTV系「ゆうひが丘の総理大臣」挿入歌
5. 優しさの街角（4分36秒）
  - 作詞・作曲:尾崎亜美
  - NTV系「ゆうひが丘の総理大臣」挿入歌

### SIDE 2
1. 日時計（アルバム・バージョン）（3分49秒）
  - 作詞・作曲:呉田軽穂
  - NTV系「ゆうひが丘の総理大臣」挿入歌
2. Better Days Love（2分55秒）
  - 作詞・作曲:佐藤奈々子
  - ブラス編曲:Jake H. Conception
3. こんな悲しい夜には（3分34秒）
  - 作詞:門谷憲二／作曲:西島三重子
4. 朝明けの「時」（4分43秒）
  - 作詞:松田侑利子／作曲:渋谷祐子
5. 海を抱きしめて（アルバム・バージョン）（3分29秒）
  - 作詞:山川啓介／作曲:筒美京平
  - NTV系「ゆうひが丘の総理大臣」挿入歌

## 発売履歴
| 発売日        | 規格 | 規格品番   | 備考                               |
| ------------- | ---- | ---------- | ---------------------------------- |
| 1979年5月25日 | LP   | PX-7078    |                                    |
| 1989年6月21日 | CD   | CA-3499    |                                    |
| 1994年4月1日  | CD   | COCA-11625 |                                    |
| 1999年8月25日 | CD   | COCP-30545 | オリジナルアルバムコレクションVOL5 |
| 2021年7月1日  | 配信 |            | AAC 128/320kbps                    |